# Kymberly Herrin
Kymberly Herrin (* 2. Oktober 1957 in Lompoc, Kalifornien; † 28. Oktober 2022 in Santa Barbara, Kalifornien) war eine US-amerikanische Schauspielerin und ein Playmate.

## Leben
Kimberly Herrin schloss 1975 die High School ab und arbeitete anschließend als Fotomodell. In der Märzausgabe des Playboy 1981 war sie „Playmate of the Month“, in den Ausgaben von September 1982 und September 1983 stand sie auf dem Titelbild des Playboy. 1984 war sie beim Casting für das Musikvideo zu ZZ Tops Single Legs erfolgreich. Sie spielte eine der drei Traumfrauen aus dem Ford Eliminator Coupe. Das Video gewann den MTV Video Music Award für die beste Produktion. Im darauf folgenden Jahr trat sie mit Sleeping Bag erneut in einem ZZ-Top-Video auf.
Die durch das Musikvideo entstandene Aufmerksamkeit verhalf ihr zu Film- und Fernsehrollen; so war sie 1984 in Auf der Jagd nach dem grünen Diamanten und Ghostbusters – Die Geisterjäger zu sehen. Im Fernsehen hatte sie Auftritte in den Serien Matt Houston und Chefarzt Dr. Westphall, zudem in Musikvideos für David Lee Roth und Kiss. Zusammen mit Richard Benyo veröffentlichte sie den vom FIT Magazine herausgegebenen Ratgeber The Sexercise Book. Weitere kleine Filmrollen folgten Ende der 1990er Jahre mit Beverly Hills Cop II und Road House.
Kimberly Herrin verlor 2008 bei einem Waldbrand ihr Haus und so gut wie alle ihre Habseligkeiten. Sie starb 2022 im Alter von 65 Jahren.

## Filmografie (Auswahl)

### Film
- 1984: Auf der Jagd nach dem grünen Diamanten (Romancing the Stone)
- 1984: Ghostbusters – Die Geisterjäger (Ghostbusters)
- 1985: Traffic School – Die Blech- und Dachschaden-Kompanie (Moving Violations )
- 1987: Beverly Hills Cop II
- 1989: Road House
- 1996: Squanderers

### Fernsehen
- 1984: Matt Houston
- 1984: Chefarzt Dr. Westphall (St. Elsewhere)